# Jardin de la Kolymbethra
Le jardin de la Kolymbethra (du grec ancien κολυμβήθρα, de kolymbô « nager » et aithra « chaude », probablement en souvenir d'une source chaude) est un site archéologique d'une grande importance naturaliste et paysagère, situé dans une petite vallée au cœur de la Vallée des Temples à Agrigente, en Sicile.
En 1999, la région sicilienne l'a confié en concession gratuite au Fondo Ambiente Italiano (Fonds italien pour l'environnement - FAI) pour une période de 25 ans, mettant ainsi fin à la situation d'abandon dans laquelle le site était tombé au cours des dernières décennies du XXe siècle ; de ce fait, il est devenu l'un des lieux d'intérêt archéologique et naturaliste de la plus grande importance aux niveaux territorial et national.
La restauration végétative et structurelle organisée par la FAI permet la visite du temple d'Héphaïstos, en plus de la découverte de quelques hypogées.

## Histoire

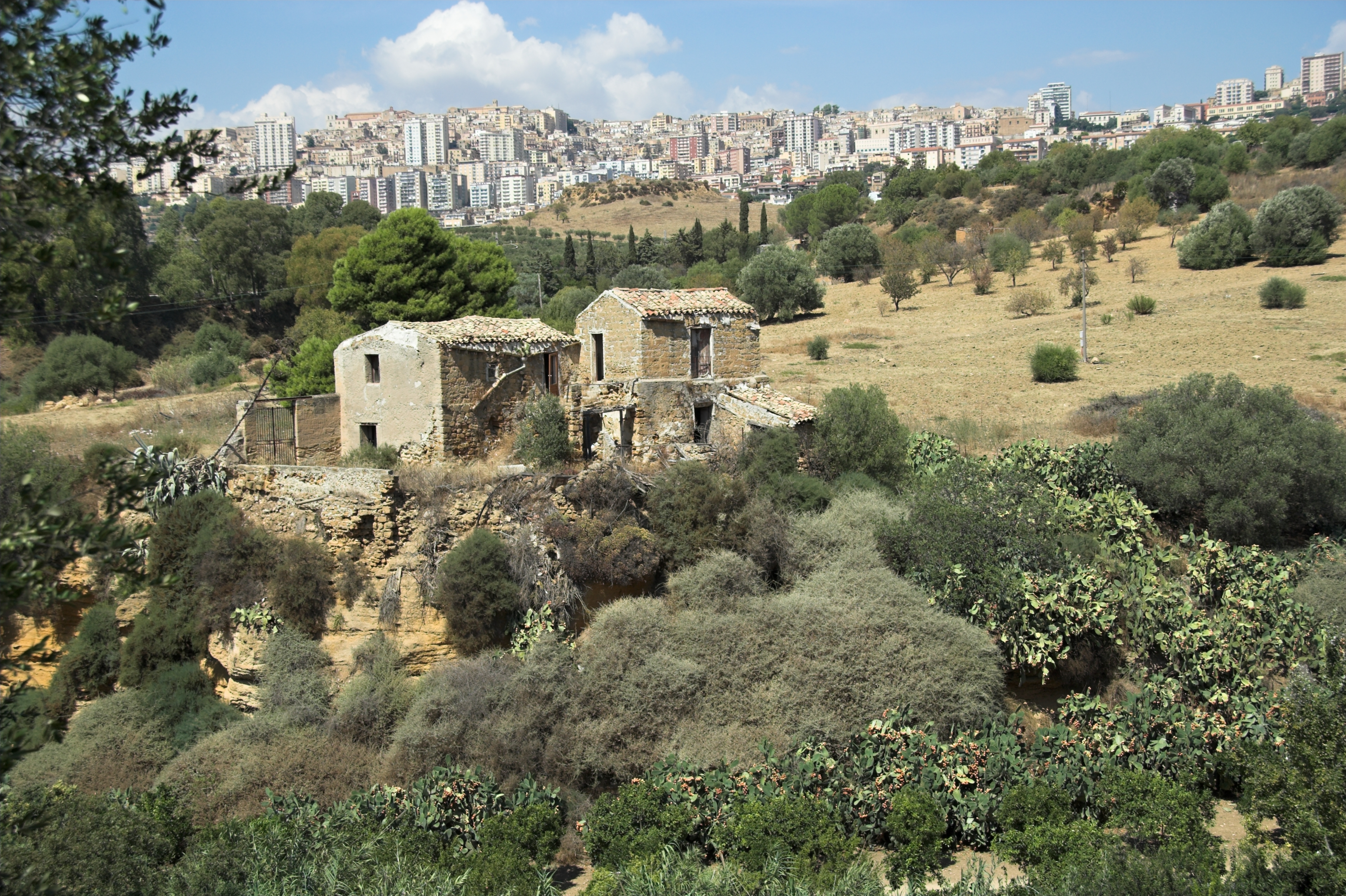
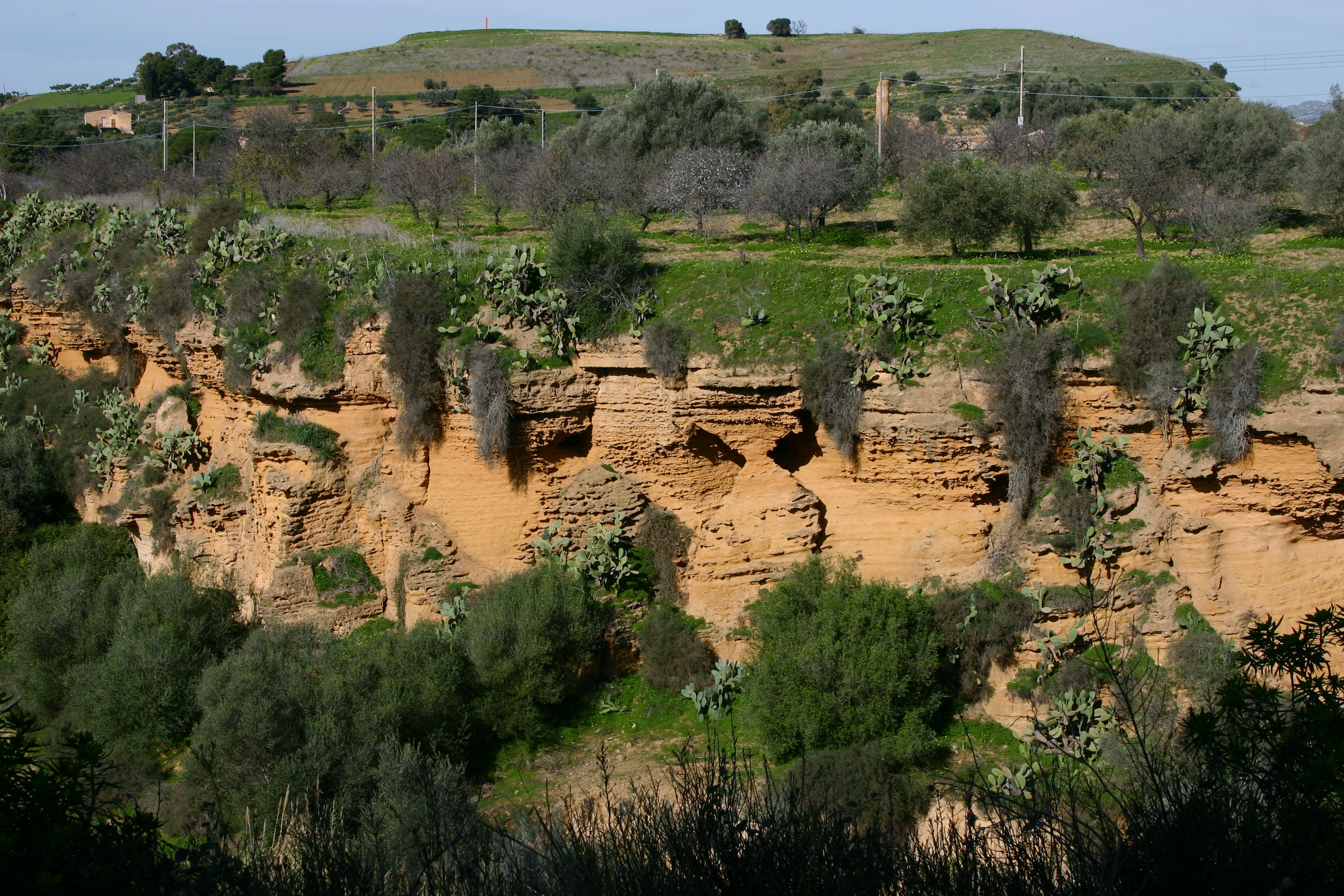
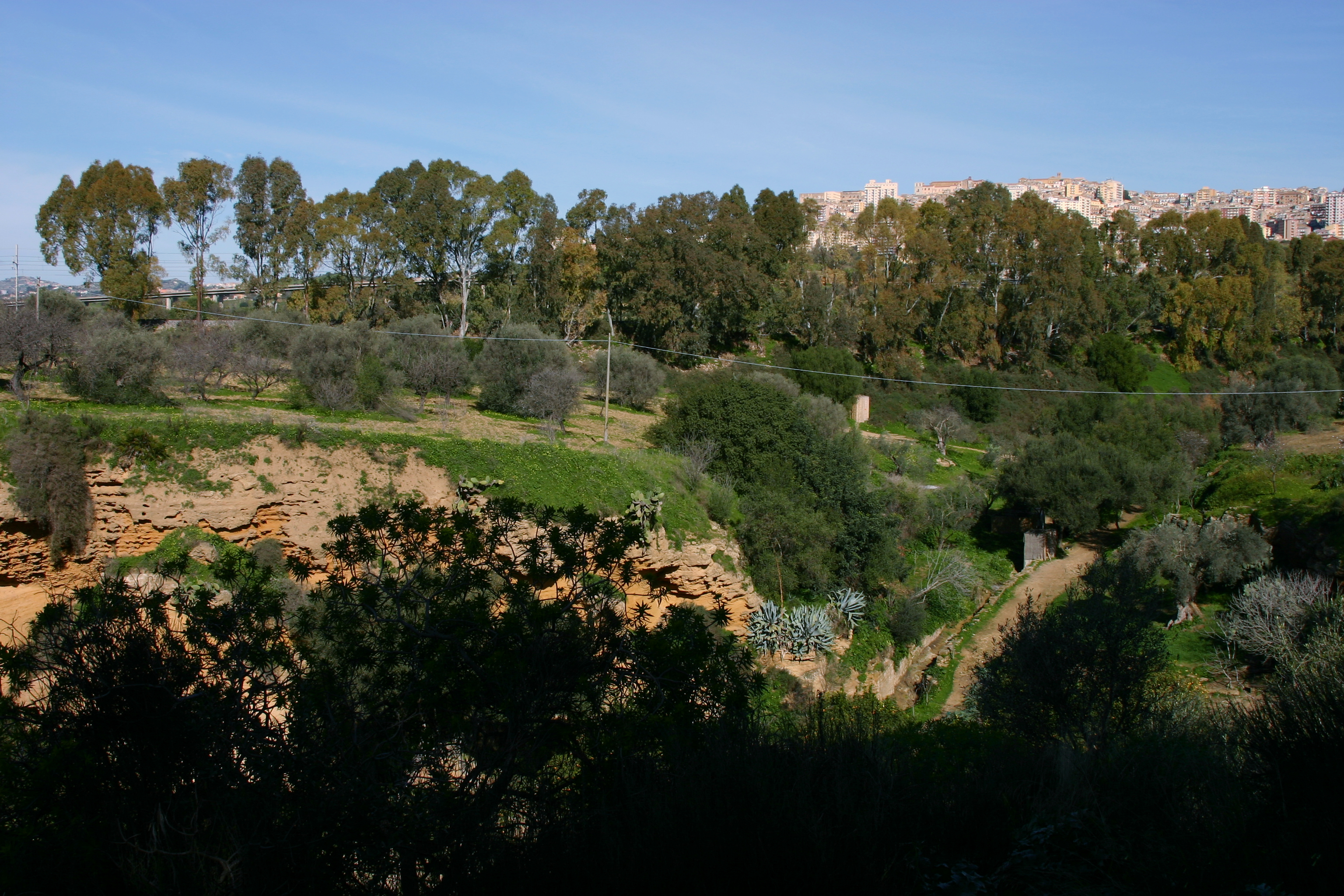
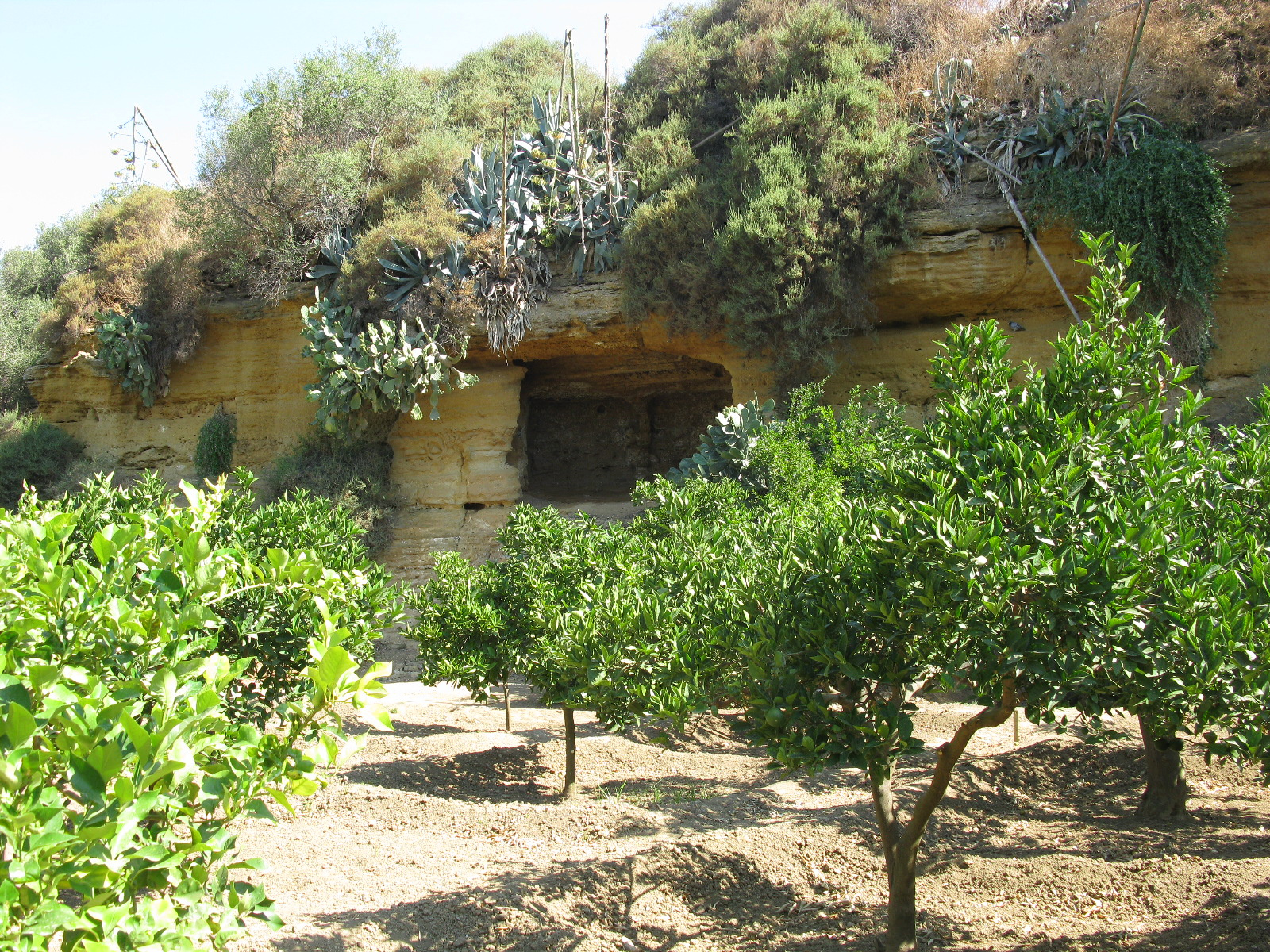